# Körperfettanteil
Der Körperfettanteil (auch KFA) gibt den Anteil des angelagerten Fettes im Verhältnis zur Gesamtmasse des Körpers an. Er lässt jedoch keine Rückschlüsse darüber zu, welches Verhältnis zwischen Struktur-/Bauchfett und Depotfett besteht. Letzteres kann bei erhöhtem Vorkommen zu Herz-Kreislauf-Erkrankungen führen und wird daher teilweise als eines der vier klinischen Merkmale des Metabolischen Syndroms betrachtet.
Der Körperfettanteil ist Grundlage zur Berechnung weiterer Kennzahlen, wie des Fettfreie-Masse-Index und des umstrittenen Fels-Quotienten.

## Messverfahren
Der Körperfettanteil kann mit unterschiedlichen Verfahren gemessen werden. Als komplizierte und teure, aber unübertroffene Referenzmethoden gelten Volumenmessverfahren und Dual-Röntgen-Absorptiometrie (DEXA).

### Mechanische Verfahren

#### Hautfaltendicke mittels Caliper

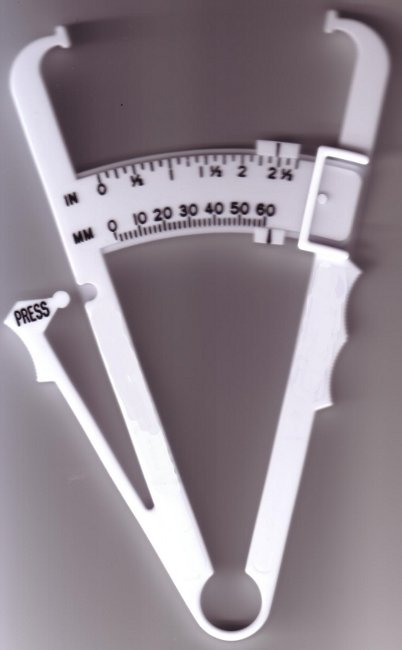
Caliper(-zange)

Calipometrie bezeichnet die Messung der Hautfaltendicke mit einem Messschieber („Caliper“ oder „Caliperzange“), die an bis zu zehn Punkten am ganzen Körper vorgenommen wird. Sie ist im medizinischen Alltag von Bedeutung.
Nachteil dieser Methode ist, dass immer von derselben Person gemessen werden muss, denn nicht jeder Untersuchende wählt genau die gleichen Messpunkte und wendet genau die gleiche Kraft bei der notwendigen manuellen Faltenbildung auf.
Der Vorteil gegenüber elektrischen Messmethoden ist, dass  Kaffeegenuss oder Alkohol usw. keine Rolle spielen. Es ist auch egal, ob vor oder nach einem Training gemessen wird, da das gemessene Unterhautfettgewebe nicht so kurzfristig auf- oder abgebaut werden kann. Allerdings kann nach starker körperlicher Anstrengung oder einem Saunagang eine vorübergehend erhöhte Wassereinlagerung unter der Haut die Messung beeinflussen.
Es ist zweifelhaft, ob der Caliper als Methode zur absoluten Körperfettbestimmung geeignet ist, da hiermit kein Organfett gemessen werden kann. Zur Dokumentation des Trends ist er jedoch hervorragend geeignet.
Liste der Messmethoden mit dem Caliper
Es gibt zahlreiche Methoden der Körperfettmessung mit dem Caliper. Dabei werden, je nach Formel, bis zu zehn unterschiedliche Messpunkte gemessen. Anhand der jeweiligen Formel wird dann auf Basis der gemessenen Werte der Körperfettanteil berechnet.
- Accumeasure Einfaltenmessung
- Einfaltenmessung nach Behnke & Wilmore
- 2-Falten-Formel nach Sloan
- 3-Falten-Formel nach Jackson & Pollock
- 3-Falten-Formel nach Lohmann
- 4-Falten-Formel nach Peterson
- 4-Falten-Formel nach Forsythe & Sinning
- 4-Falten-Formel nach Durnin & Womersly
- 4-Falten-Formel nach dem National Health Center of America
- 7-Falten-Formel nach Jackson & Pollock
- 9-Falten-Formel nach Parillo
- 10-Falten-Formel nach Johnson
- 10-Falten-Formel nach Parizkova

#### US-Navy-Methode (Körpergröße und verschiedene Körperumfänge)
Bei der sogenannten US-Navy-Methode wird der Körperfettanteil über folgende Körpermaße berechnet:
- K: Körpergröße
- N: Nacken-/Halsumfang (unterhalb des Kehlkopfes)[2]
- nur bei Männern:
  - B: Bauchumfang (über Bauchnabel)[2]
- nur bei Frauen:
  - T: Taillenumfang (der schmalste Umfang zwischen Unterrippe und Bauchnabel)[2]
  - H: Hüftumfang (der breiteste Umfang unterhalb des Bauchnabels)[2]

Die Formeln benutzen den dekadischen Logarithmus {\displaystyle \lg }, gleichbedeutend mit {\displaystyle \log _{10}}.
Für Männer
{\displaystyle {\text{KFA}}=86,010\cdot \lg(B-N)-70,041\cdot \lg(K)+30,30} (Maße in cm)
{\displaystyle {\text{KFA}}=86,010\cdot \lg(B-N)-70,041\cdot \lg(K)+36,76} (Maße in Zoll)
Für Frauen
{\displaystyle {\text{KFA}}=163,205\cdot \lg(T+H-N)-97,684\cdot \lg(K)-104,912} (Maße in cm)
{\displaystyle {\text{KFA}}=163,205\cdot \lg(T+H-N)-97,684\cdot \lg(K)-78,387} (Maße in Zoll)

### Strahlungsmessverfahren
- Three-Dimensional Photonic Bodyline Scanner – bildgebendes Verfahren mit Hilfe eines Ultraschallscanners; erlaubt die Messung der Dicke von Fett- und Muskelschichten sowohl lokal als auch global. Dadurch sind exakte Messwerte möglich – im Gegensatz zu einer Hochrechnung von einem Punkt auf den ganzen Körper, wie es bei der Messung mittels Caliper der Fall ist. Aufgrund von Abweichungen gegenüber DEXA und Hydrodensitometrie konnte sich diese elegante Methode bislang nicht weit verbreiten.

- Ganzkörper-DXA-Messung – DXA (dual energy x-ray absorptiometry) ist eine radiologische Methode, bei der der Körper von Röntgenstrahlen abgetastet wird, die den Gehalt des Körpers an Fett, Muskelmasse und Knochen bestimmen können.[5] Aufgrund der Strahlenbelastung und der mit ihr verbundenen Kosten ist diese sehr genaue Methode nicht allgemein anwendbar. In Deutschland ist sie bei Jugendlichen gesetzlich nicht zulässig.

- Ganzkörper-DPA-Messung – DPA ist eine radiologische Methode, bei der der Körper von Strahlen einer Gadolinium-115 Quelle abgetastet wird, die den Gehalt des Körpers an Fett, Muskelmasse und Knochen bestimmen können. Aufgrund der Strahlenbelastung und der mit ihr verbundenen Kosten ist diese sehr genaue Methode nicht allgemein anwendbar.[5]

- 40K-Messung – Eine Methode, bei der die Aktivität des in die Muskeln eingelagerten natürlichen radioaktiven Isotops Kalium-40 (40K) mittels Ganzkörperzähler gemessen wird. Von dieser kann auf den Fettanteil des Körpers geschlossen werden: Je höher die mittlere Aktivität pro kg Körpergewicht, desto kleiner der Fettanteil.[5]

### Elektrisches Verfahren
- Im medizinischen Alltag ist neben der Messung des Körperfettanteils mit einer Körperfettpersonenwaage auch eine bioelektrische Impedanzanalyse (BIA) eine quantitative und doch relativ einfache Methode, den Körperfettanteil festzustellen.[5] Mittlerweile gibt es bereits Körperfettwaagen, die Organfettanteil und Knochenmasse messen.

Bei der bioelektrischen Impedanzmessung erfolgt die Bestimmung des Körperfettanteils durch die Messung des elektrischen Widerstands, den der Körper bietet. Er wird ermittelt, indem eine geringe elektrische Spannung an den Körper angelegt und der resultierende Stromfluss (< 1 mA) gemessen wird. Manche Körperfettmessgeräte legen die Spannung über Kontakte in der Wägeplattform nur an den Füßen an; andere Geräte besitzen ein Handteil oder Haltegriffe, über welche die Messung erfolgt. Die besten Messergebnisse erzielt man mit Geräten, die sowohl über eine Wägeplattform als auch über ein Handteil verfügen.
- TOBEC, EMSCAN, TRIM: Die Bezeichnungen TOBEC („total body electrical conductivity“) und EMSCAN („electromagnetic scanning“) werden synonym für eine Methode verwendet bei der elektrische Leitfähigkeit im ganzen Körper gemessen wird. Zur Messung wird der Körper in eine zylindrische Spule geschoben, an die ein Wechselstrom mit 5 MHz zur Erzeugung eines elektrischen Feldes gelegt und die Änderung der Leitfähigkeit bestimmt. Da Fett und fettfreie Masse eine unterschiedliche Leitfähigkeit besitzen lässt sich daraus der Körperfettanteil bestimmen. Beim TRIM Verfahren wird anstelle der Leitfähigkeit die Änderung der fraktionellen Resonanzfrequenz gemessen.[5]

### Volumenmessverfahren

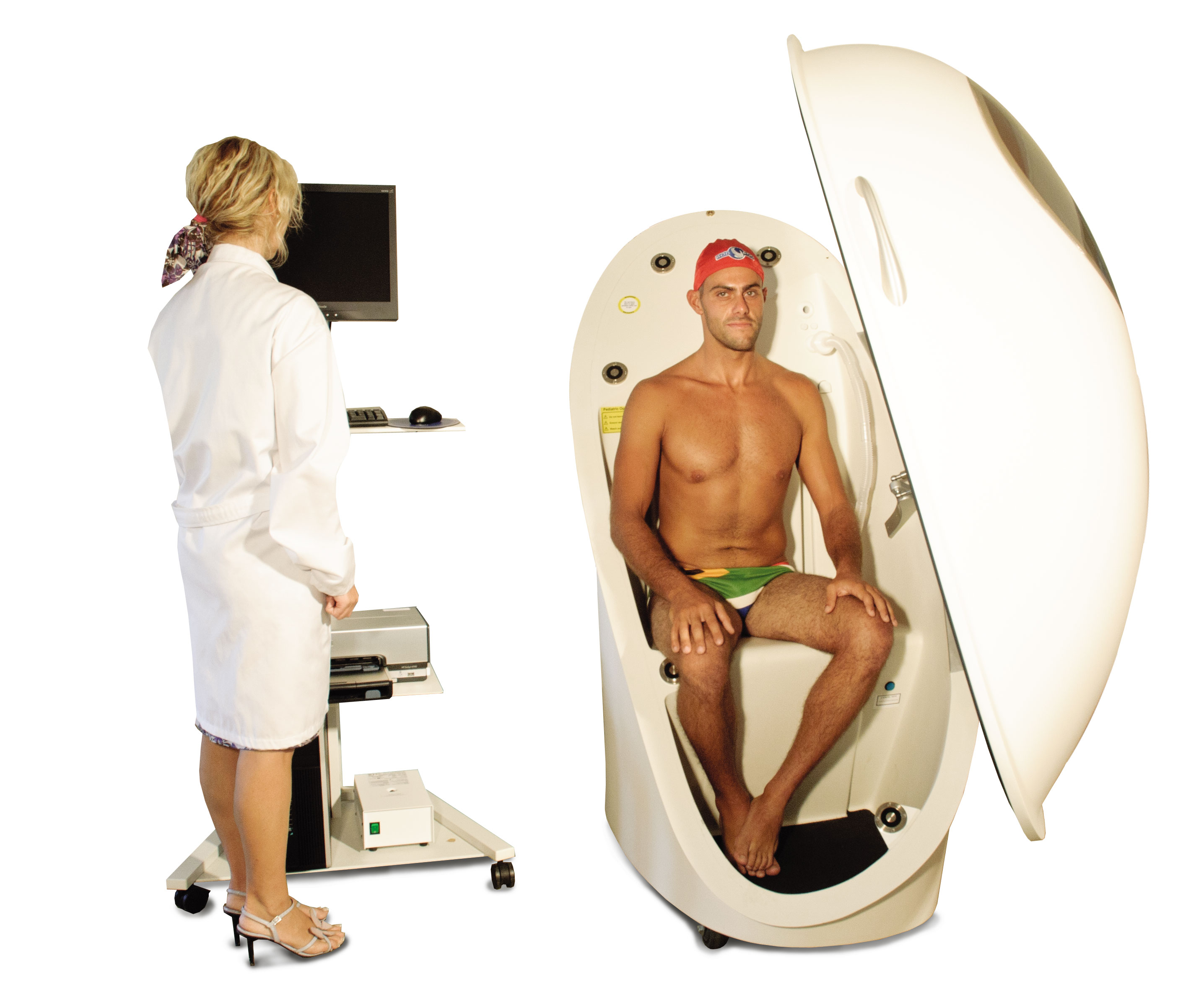
Volumenmessverfahren bei Luftverdrängungsplethysmographie

- Hydrodensitometrie – Hierunter ist die volumetrische Bestimmung der Wasserverdrängung in einer Art Badewanne zu verstehen. Die Wasserverdrängung wird in Bezug zum Körpergewicht gesetzt. Die Schwierigkeit liegt darin, das Gasvolumen im Körper, insbesondere in der Lunge zu korrigieren. Lästig für den Probanden ist das völlige Untertauchen; mit dem nötigen Luftholen ergeben sich damit in der Regel Messzeiten von über einer halben Stunde. Daher ist die Methode nicht alltagstauglich, sondern dient nur als Referenz.
- Luftverdrängungsplethysmographie oder Air Displacement Plethysmography (ADP) – ADP nutzt Luftverdrängung an Stelle der Wasserverdrängung bei der Hydrodensitometrie. Damit entfällt das lästige Untertauchen der Probanden und die Messdauer ist kürzer (nur 10 Minuten).

Nach den Umrechnungsformel von Brozek oder Siri wird ein Körperfettanteil von 5–40 % auf eine Dichte von 1,09–1,01 g/cm3 abgebildet.

### Chemisches Messverfahren
- Schwefelhexafluorid-Verdünnungsmethode – In Japan entwickelt und eingesetzt, beruht die Methode auf Druckänderungen infolge Wärmeabgabe durch den Körper. Aufgrund von Abweichungen zu DEXA und Hydrodensitometrie eher unbeliebt.

### Andere Verfahren
- Das Ganzkörperwasser kann mit Deuterium, Tritium oder 18-Sauerstoff ermittelt werden. Die Substanzen werden gewöhnlich oral verabreicht und mit verschiedenen Methoden die Verteilung der Isotope im Körperwasser bestimmt. Da der Wassergehalt der fettfreien Masse mit 73 % relativ konstant ist, kann damit über die Differenz zur Körpermasse der Körperfettanteil bestimmt werden.[5]
- Infrarotspektroskopie (NIRI = „near infrared-red interactance“) ist eine vorwiegend in der Sportmedizin verbreitete Methode zur Messung des Unterhautfettanteils.[5]
- Mit der in-vivo-Neutronenaktivierungsanalyse (IVNAA) kann der Proteinanteil im Körper und, da sich diese nur im fettfreien Gewebe finden, der Körperfettanteil bestimmt werden.[5]

## Normal- und Grenzwerte
Medizinische Empfehlungen und Normwerte bezüglich des Körperfettanteils hängen von Alter, Geschlecht und Körperbau ab. Zwanzigjährige Männer haben im Durchschnitt einen Körperfettanteil von 18 %, junge Frauen einen von 25 %. Mit zunehmendem Alter steigt dieser Anteil an, während die Magermasse durch den Verlust an Muskelgewebe abnimmt. Im Alter von 45 Jahren sind bei Männern Körperfettanteile von 22–24 % typisch, bei Frauen solche von etwa 30 %. Ein gesunder Körperfettanteil liegt bei Frauen in der Regel unter 30 % (besser unter 25 %), bei Männern unter 25 % (besser unter 20 %). Da während der Schwangerschafts- und Stillzeit größere Energiereserven für die Versorgung des Nachwuchses benötigt werden, verfügen Frauen über einen höheren Körperfettanteil.
Klassifikation Körperfett, basierend auf Gallagher et al. (2000).
| Alter (Jahre) | Frauen  | Frauen  | Frauen  | Frauen    | Männer  | Männer  | Männer  | Männer    |
| Alter (Jahre) | niedrig | normal  | hoch    | sehr hoch | niedrig | normal  | hoch    | sehr hoch |
| ------------- | ------- | ------- | ------- | --------- | ------- | ------- | ------- | --------- |
| 20–39         | < 21 %  | 21–33 % | 33–39 % | ≥ 39 %    | < 8 %   | 8–20 %  | 20–25 % | ≥ 25 %    |
| 40–59         | < 23 %  | 23–34 % | 34–40 % | ≥ 40 %    | < 11 %  | 11–22 % | 22–28 % | ≥ 28 %    |
| 60–79         | < 24 %  | 24–36 % | 36–42 % | ≥ 42 %    | < 13 %  | 13–25 % | 25–30 % | ≥ 30 %    |

Da diese Tabelle die Allgemeinheit beschreibt, gibt es sehr wohl Menschen mit einem Körperfettanteil unterhalb der obigen Werte, die sich dennoch bei guter Gesundheit befinden. So haben männliche Profisportler in der Altersgruppe bis 30 Jahre in der Regel einen Körperfettanteil von ca. 8–12 %. Der Körperfettanteil eines männlichen Profibodybuilders liegt während eines Wettkampfs bei ca. 5 % oder knapp darunter.
Als lebensnotwendig gilt für Männer ein Körperfettanteil von mindestens 3 %, für Frauen 10 %.